# Шербан, Флорин
Флорин Шербан (рум. Florin Şerban; род. 21 января 1975) — румынский кинорежиссёр.

## Юность
Окончив школу с отличием, в университете занялся изучением философии и герменевтики. Первой профессией молодого выпускника стала работа новостного репортера для различных телевизионных станций. Ещё будучи студентом, Шербан снял несколько любительских короткометражек на свои же сценарии. Это помогло получить приглашение для участия в программе подготовки молодых режиссёров Колумбийского университета (Нью-Йорк). Предметов изучения в университете стали теория и история кино. И здесь Шербан вполне преуспел, став обладателем множества стипендий.

## Творчество
Следующим этапом карьеры Флорина Шербана является работа над короткометражной работой «Emigrant». Как оказалось, этот фильм был подготовкой большого проекта, который и был реализован в 2010 году. Имя этого проекта «Если я хочу свистеть — я свищу». Эта тюремная драма сделала режиссёра знаменитым на всю Европу, а исполнителю главной роли Жоржу Пистериану на последней церемонии «Gopo Awards» (самая большая награда румынского кинематографа) принесла титул надежды национального кино. Это одна из семи побед драмы Флорина Шербана на «Gopo Awards», среди которых и самая важная — «лучший фильм года». До этого был завоеван Серебряный медведь Берлинале-2010 (гран-при) и награда Альфреда Бауэра за открытие новых идей в киноискусстве.
После успеха своего полнометражного дебюта Флорин Шербан полон энтузиазма продолжить работу с актёрами-аматёрами.
В настоящее время лучший румынский режиссёр 2010 года занят открытием школы актёрского мастерства для тех, кто никогда не снимался в кино. Это не художественный проект, а, скорее, социальный. Поработав с подростками, находящимися за решеткой, потерявшими надежду, режиссёр считает, что главная проблема этих детей — отсутствие любви и внимания. Открытием новой школы Флорин Шербан хочет помочь людям поверить в себя и продемонстрировать, что каждый может заставить аудиторию плакать или смеяться, дрожать от страха или чувствовать радость.

## Выдержки из интервью
— «Для меня, снявшего всего один полнометражный фильм, очень почётно находиться рядом с такими режиссёрами, как Кристи Пую, Кристиан Мунджиу или Корнелиу Порумбою, но называть нас „новой волной“ — это чересчур большое упрощение. Французская „новая волна“ — плеяда авторов, вышедших из Cahiers du cinéma, их объединяли общие взгляды на искусство, влияние Андре Базена на каждого из них. Долгое время их работы выполнялись в схожем ключе. Что касается перечисленных румынских режиссёров, то при некоторой тематической синонимичности, в остальном это совершенно разное кино. Единственное, что можно назвать общим, — понятие „хорошее кино“, на этом сходство заканчивается».